# Al-Chaddadeh
 (février 2016).
Al-Chaddadeh (en arabe : الشدادي, en kurde : Şeddadê) est une ville du nord-est de la Syrie, au sud du gouvernorat de Hassaké, en direction de la frontière avec l'Irak. Elle est le chef-lieu du canton (nahié) du même nom qui comprend seize municipalités. Au recensement de 2004, elle comptait 15 804 habitants.

## Nom
Le nom de la ville pourrait être dérivé de "Shadadu", un gouverneur du district de "Suru" mentionné dans les annales du roi d'Assyrie Assurnasirpal II.

## Géographie
La ville se trouve arrosée par la rivière Khabour. Elle est proche d'Al-Sabaa wa Arbain au sud-ouest et de champs pétroliers.

## Économie
Les habitants de la ville travaillaient dans le commerce, et une bonne partie d'entre eux dans le secteur pétrolier des champs gaziers d'Al-Jibsa, qui comptent parmi les plus importants de Syrie. Les habitants d'Al-Chaddadeh dépendent d'autres gouvernorats et de certains villages voisins pour la production de légumes.

## Conflit en Syrie depuis 2011
Le 14 février 2013 deux ans après le début de la guerre syrienne, la ville est attaquée et prise après trois jours de combats par le front al-Nosra (branche locale d'al-Qaïda). Selon l'organisme financé par le groupe de pression National Endowment for Democracy, l'OSDH, plus d'une centaine de soldats de l'armée loyaliste et une quarantaine d'insurgés d'al-Nosra sont tués, ainsi que des dizaines d'employés des champs pétroliers. Quarante mille personnes civiles s'enfuient de toute la zone.
Quelques mois plus tard, c'est au tour de l'État islamique de s'emparer de la ville et de chasser les hommes d'al-Nosra.
Lorsqu'en octobre 2015, les miliciens marxistes des Unités de protection du peuple et leurs affidés, incluant les forces de la tribu sunnite des Sanadid, s'agrègent aux Forces démocratiques syriennes, ils décident immédiatement de prendre pour cible al-Hol et al-Chaddadeh « afin de les libérer de l'État islamique. » Al-Hol est libérée le 13 novembre 2015 par les FDS.
Le 24 novembre 2015, les militants de l'EI commencent à transférer leurs familles plus au sud vers Deir ez-Zor. Le 30 novembre suivant, les Forces démocratiques syriennes prennent la région du sud du barrage de Hassaké et continuent leur offensive plus au sud en direction d'al-Chaddadeh, bastion de l'EI dans cette province,. En conséquence, les chefs des tribus locales arabes pressent les autorités terroristes de l'EI de quitter la ville « de façon paisible » pour éviter la mort de civils et l'écroulement définitif des infrastructures économiques de la ville, au cas où un affrontement direct aurait lieu entre les FDS et l'EI. Ces derniers évacuent certaines positions, ainsi que leurs familles en préparation de la bataille qui ne saurait tarder. Cependant les assauts tardent à venir en raison de la présence dans la région de l'aviation américaine, visant à protéger les puits de pétrole. Les États-Unis ont développé une base aérienne depuis octobre 2015 à l'aéroport de Roumeilan, à seulement 160 kilomètres des territoires de l'EI. Plusieurs tentatives échouent, mais une dernière a lieu le 17 février 2016,. Le journaliste français Georges Malbrunot rapporte que les Américains souhaiteraient que les forces kurdes de la région intègrent plus d'Arabes, afin de ne pas susciter de rejet de la part de la population locale. Deux jours plus tard, le 19 février, les troupes des Forces démocratiques syriennes ne sont plus qu'à 3 kilomètres des portes nord-ouest de la ville, ainsi que vers le nord-est de la ville. Le 26 février, les FDS annoncent officiellement la prise de la ville.
Dix pour cent de ses habitants alors étaient chrétiens, descendants des Assyriens chrétiens.